# Вудро Вілсон Бледсоу
Вудро Вілсон (Вудді) Бледсоу (англ. Woodrow Wilson (Woody) Bledsoe; нар.12 листопада 1921 — пом.4 жовтня 1995)  — видатний американський науковець в галузі штучного інтелекту, зробивший значні внески в теорію розпізнавання образів та автоматичного доведення.

## Деякі праці

### Статті
- W.W. Bledsoe (1977). Non-Resolution Theorem Proving. Artificial Intelligence. 9: 1—35. doi:10.1016/0004-3702(77)90012-1. (англ.)
- W.W. Bledsoe; I. Browning (1959). Pattern Recognition and Reading by Machine. Papers Presented at the December 1-3, 1959, Eastern Joint IRE-AIEE-ACM Computer Conference. IRE-AIEE-ACM '59 (Eastern). ACM: 225—232. doi:10.1145/1460299.1460326. (англ.)
- Woody Bledsoe (1986). I Had a Dream: AAAI Presidential Address, 19 August 1985. AI Magazine. 7 (1): 57—61. Архів оригіналу за 22 жовтня 2016. Процитовано 5 червня 2016. (англ.)